# Chelidonichthys ischyrus
Chelidonichthys ischyrus és una espècie de peix pertanyent a la família dels tríglids.

## Descripció
- Fa 15 cm de llargària màxima.[1][2]

## Hàbitat
És un peix marí, demersal i de clima temperat.

## Distribució geogràfica
Es troba al Pacífic nord-occidental: badia de Sagami (el Japó).

## Observacions
És inofensiu per als humans.